# Balajnac (okręg pomorawski)
Balajnac (cyr. Балајнац) – wieś w Serbii, w okręgu pomorawskim, w gminie Despotovac. W 2011 roku liczyła 360 mieszkańców.